# Scanno
Scanno (Scannë in abruzzese) è un comune italiano di 1 688 abitanti situato in provincia dell'Aquila, in Abruzzo, in parte compreso entro i confini del parco nazionale d'Abruzzo, Lazio e Molise.

## Geografia fisica

### Territorio
Scanno è posto a 1050 m di quota s.l.m. nella bassa provincia dell'Aquila, tra i Monti Marsicani, nella valle del Tasso-Sagittario, poco fuori dai confini del parco nazionale d'Abruzzo, Lazio e Molise, su un pendio della Montagna Grande che sovrasta l'omonimo lago e lungo la Strada statale 479 Sannite che da Anversa degli Abruzzi e Villalago lungo le Gole del Sagittario sale fino a Passo Godi. A est oltre la linea di cresta montuosa del gruppo del monte Genzana il territorio è limitrofo a quello dell'Altopiano delle Cinquemiglia, mentre a ovest oltre la rispettiva linea montuosa di cresta della Montagna Grande e del monte Marsicano è limitrofo alla conca di Pescasseroli-Opi.

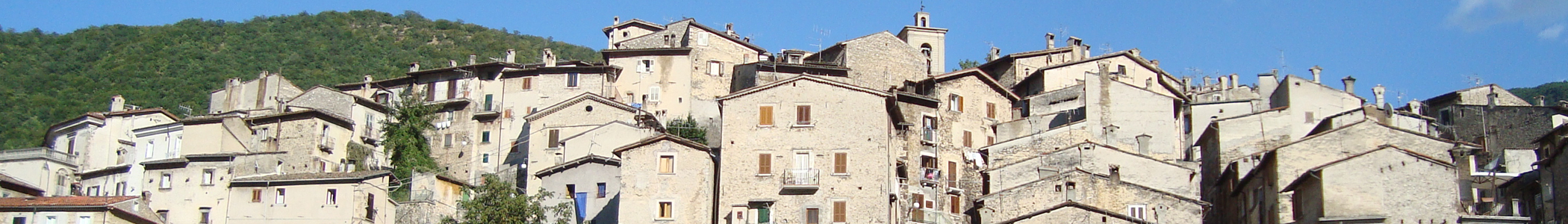
Panorama

Ai piedi del paese è posto l'omonimo lago (appartenente però per tre quarti al comune di Villalago), mentre nei dintorni sono presenti gli impianti sciistici di Passo Godi e del monte Rotondo, gli altopiani del monte Greco e il lago Pantaniello, nonché la riserva naturale delle Gole del Sagittario. L'estrema vicinanza al parco, nella zona di protezione esterna, fa sì che il paese goda di notevoli aspetti paesaggistici, naturalistici e faunistici, ad es. con frequenti sconfinamenti di orsi bruni marsicani saltati agli onori delle cronache giornalistiche.

### Clima
| Scanno             | Mesi | Mesi | Mesi | Mesi | Mesi | Mesi | Mesi | Mesi | Mesi | Mesi | Mesi | Mesi | Stagioni | Stagioni | Stagioni | Stagioni | Anno |
| Scanno             | Gen  | Feb  | Mar  | Apr  | Mag  | Giu  | Lug  | Ago  | Set  | Ott  | Nov  | Dic  | Inv      | Pri      | Est      | Aut      | Anno |
| ------------------ | ---- | ---- | ---- | ---- | ---- | ---- | ---- | ---- | ---- | ---- | ---- | ---- | -------- | -------- | -------- | -------- | ---- |
| T. max. media (°C) | 3,9  | 5,6  | 9,1  | 13,5 | 19,2 | 23,6 | 26,8 | 26,7 | 21,3 | 14,4 | 9,3  | 5,5  | 5,0      | 13,9     | 25,7     | 15,0     | 14,9 |
| T. min. media (°C) | −2,5 | −2,4 | 0,0  | 3,3  | 7,3  | 10,5 | 12,3 | 12,6 | 10,0 | 5,8  | 2,5  | −0,5 | −1,8     | 3,5      | 11,8     | 6,1      | 4,9  |

## Storia
L'origine del nome comunemente si fa risalire al latino scamnum ("sgabello"), perché il colle su cui è stato costruito il centro storico somiglierebbe a una piccola panca. In realtà il termine è più vicino ai fitotoponimi abruzzesi scandalo e scannèlla che indicherebbero il nome di una varietà rustica di orzo o le località in cui si coltivava.
Gli studi più recenti suggeriscono che Scamnum era un termine che indicava il confine che divideva la centurie in cui un terreno, conquistato dai romani veniva diviso e assegnato ai veterani/contadini. "Est ager scamnatus qui appellatur, qui in longitudinem maiorem iugerum numerum habebit quam in latitudinem" (È definito agro scamnato quello che avrà un numero di iugeri - lo iugero corrispondeva a un quarto di ettaro, arabile in un giorno, da termine "giogo" della coppia di buoi - maggiore nel senso della longitudine rispetto alla latitudine). Questa etimologia è supportata dagli studi di toponomastica antica, in particolare in riferimento a omonimi Scamnum, ubicati presso Latiano, in provincia di Brindisi e in numerose località in Puglia, nel Cilento e altrove. Ancor più valida questa lectio per la nostra Scanno, poiché avvalorata da due epigrafi, dedicate a un quattuorviro e a un decurione, entrambi iscritti nella tribù Sergia, cui furono ricompresi i popoli Peligni e del circondario, soggiogati da Roma. A far data dal 1047 il nome è riportato come: Scamnum, Scannum, Scagium, Scampium, Scandum. Ulteriore argomento è che il nucleo più antico è ancora oggi chiamato "Pajjacce", Paliano, nome che richiama secondo alcuni Panis-Ara, dal dio greco dei boschi Pan ma, più probabilmente, richiamante la dea Pales (lat. Pales-Palis), dea dei pastori, stessa radice che nomina il Palatino, dove Romolo, pastore, tracciò il solco. (da "Scanno, viaggio nel paese dei fotografi e delle pietre narranti, di Pasquale Caranfa, 2020, Portofranco, Aquila).
Come risulta da una lapide romana conservata nel Museo della lana Scanno risulta già abitata in epoca romana, all'estremità nord del territorio dei Sanniti. Un antico insediamento presente nella valle del Sagittario è il pagus Betifulus, che è stato identificato con un centro minore dei Peligni la cui fortificazione doveva situarsi sulle pendici meridionali del colle di Sant'Egidio. Di questo centro si ha testimonianza viva nelle locali leggende popolari, infatti un mitico re di Battifolo in lotta contro l'Imperatore di Roma o contro il mago Pietro Baialardo compare in una storia sulla nascita del lago di Scanno. Un'antica lapide inoltre ritrovata in località Acque Vive di Scanno ricorda un decurione di Betifulo.
Durante le invasioni barbariche Scanno rimane illesa per la struttura difensiva dei monti intorno al paese, ma durante le invasioni saracene prima e ottomana poi invece non subì le stesse sorti. In questo periodo Scanno ha delle influenze orientali per il vestito femminile del paese. Infatti il copricapo femminile sembra un turbante, mentre i drappeggi del vestito sono colorati alla maniera orientale. Nel 1067 risulta pertinenza del Monastero di S. Pietro Apostolo di Villalago: in questo anno i Conti di Valva Todino, Oderisio e Bernardo donano il monastero a Montecassino e con esso anche tutte le sue appartenenze. Durante il Medioevo segue le vicende feudali del contado peligno.
Il terremoto della Marsica del 1915 distrusse completamente Frattura vecchia. Centro che si spostò nel sito originario col nome di Frattura nuova o semplicemente di Frattura. Durante la seconda guerra mondiale, Carlo Azeglio Ciampi (cittadino onorario) si rifugiò a Scanno, ospitato da una signora del posto. Nel 1956 è stato girato a Scanno e dintorni il film Uomini e lupi con Silvana Mangano e Yves Montand. Il terremoto dell'Aquila del 2009 provoca lievi danni alla Chiesa della Madonna delle Grazie e alla chiesa di Sant'Antonio da Padova.
Nota come la città dei fotografi, luogo apprezzato da diversi autori italiani e stranieri, i suoi scorci e la sua gente sono stati lungo tutto il Novecento i soggetti di numerosi scatti realizzati da Hilde Lotz-Bauer, Henri Cartier-Bresson, Mario Giacomelli, Renzo Tortelli, Gianni Berengo Gardin, Ferdinando Scianna, Mario Cresci e altri; nel 1964 fu proprio una fotografia scattata a Scanno da Mario Giacomelli a entrare a far parte della collezione permanente di opere fotografiche del Museum of Modern Art di New York. Questa immagine è conosciuta come Il bambino di Scanno, o Scanno Boy.

### Simboli
Lo stemma comunale e il gonfalone sono stati concessi con decreto del presidente della Repubblica del 7 agosto 1990.
Il gonfalone
è un drappo di verde.

## Monumenti e luoghi d'interesse

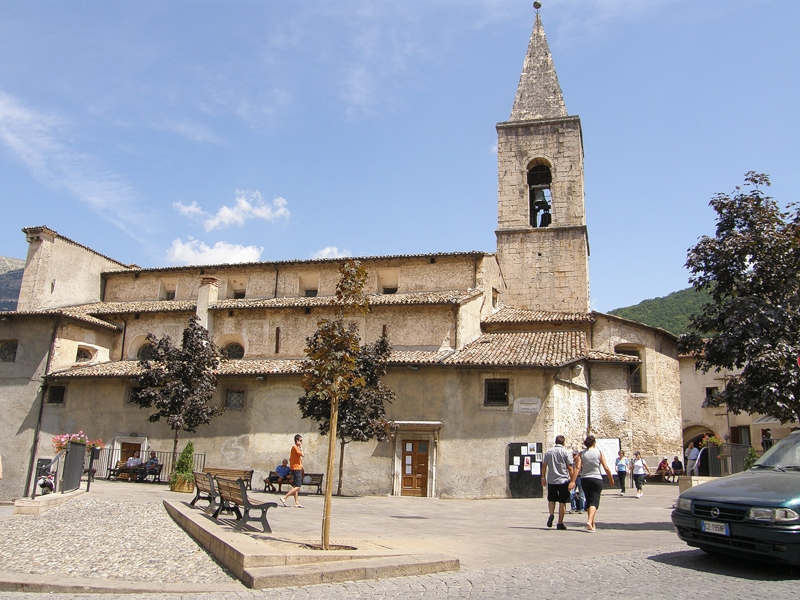
Santa Maria della Valle

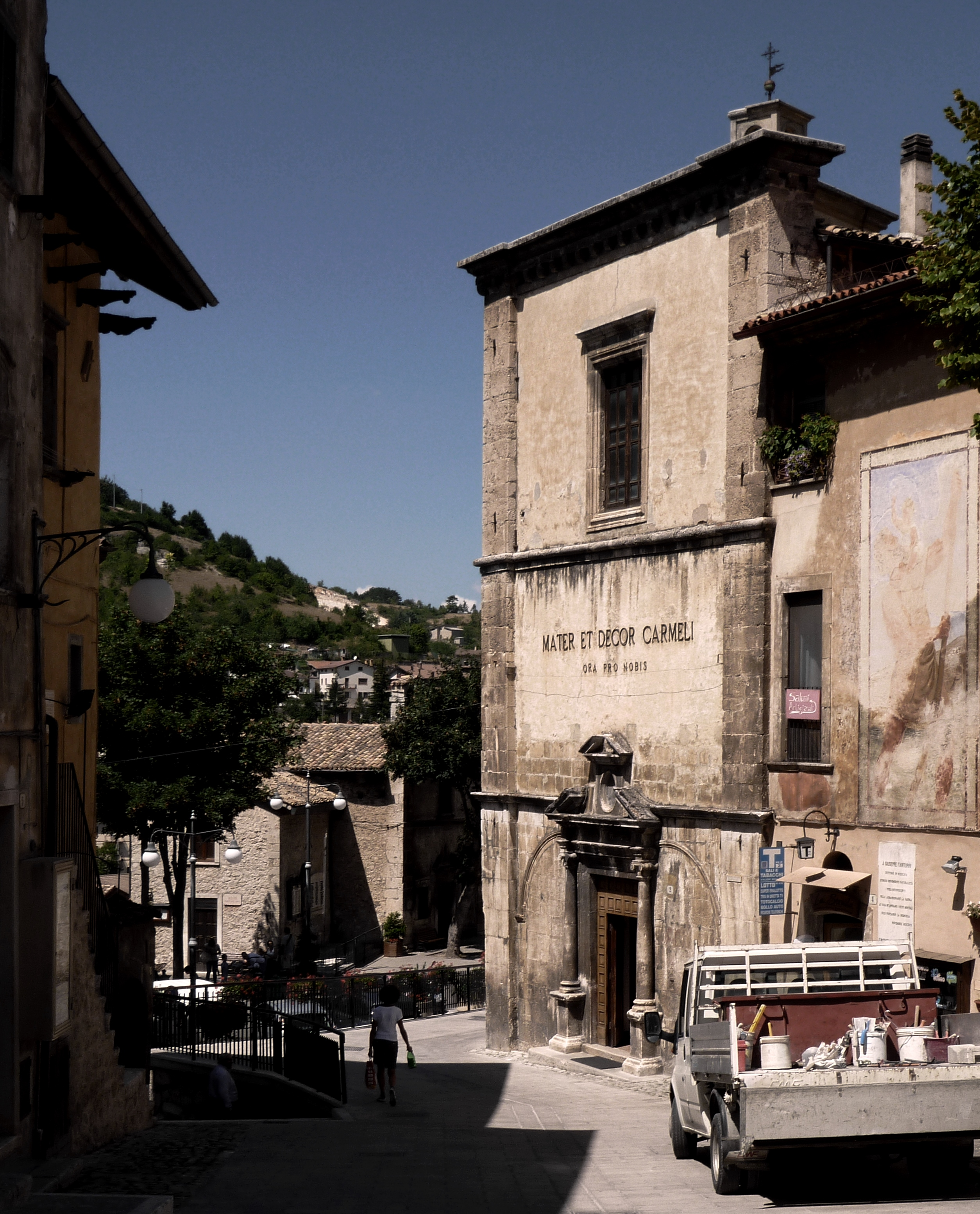
San Rocco

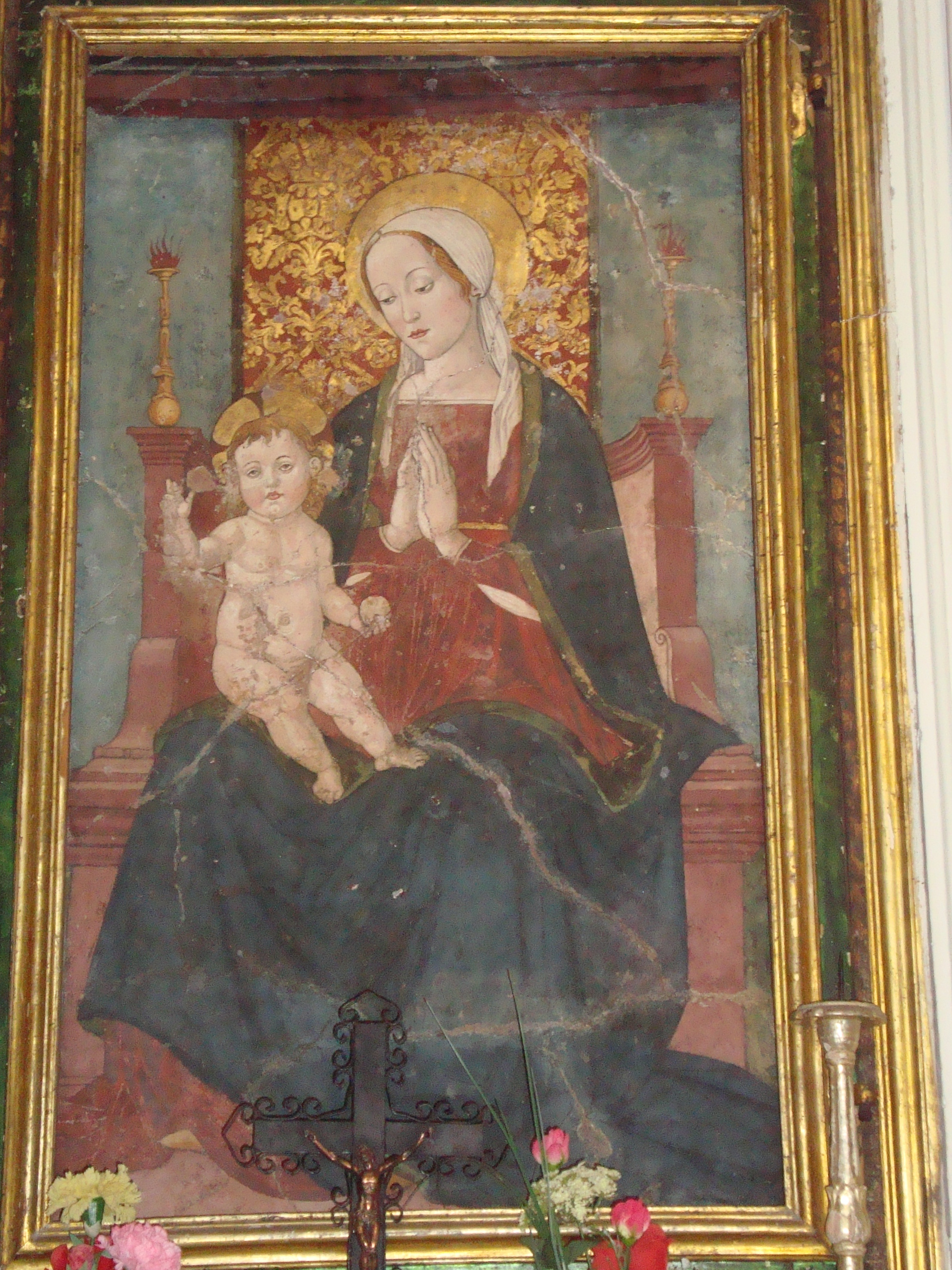
La Madonna col Bambino nella chiesa di Santa Maria di Costantinopoli

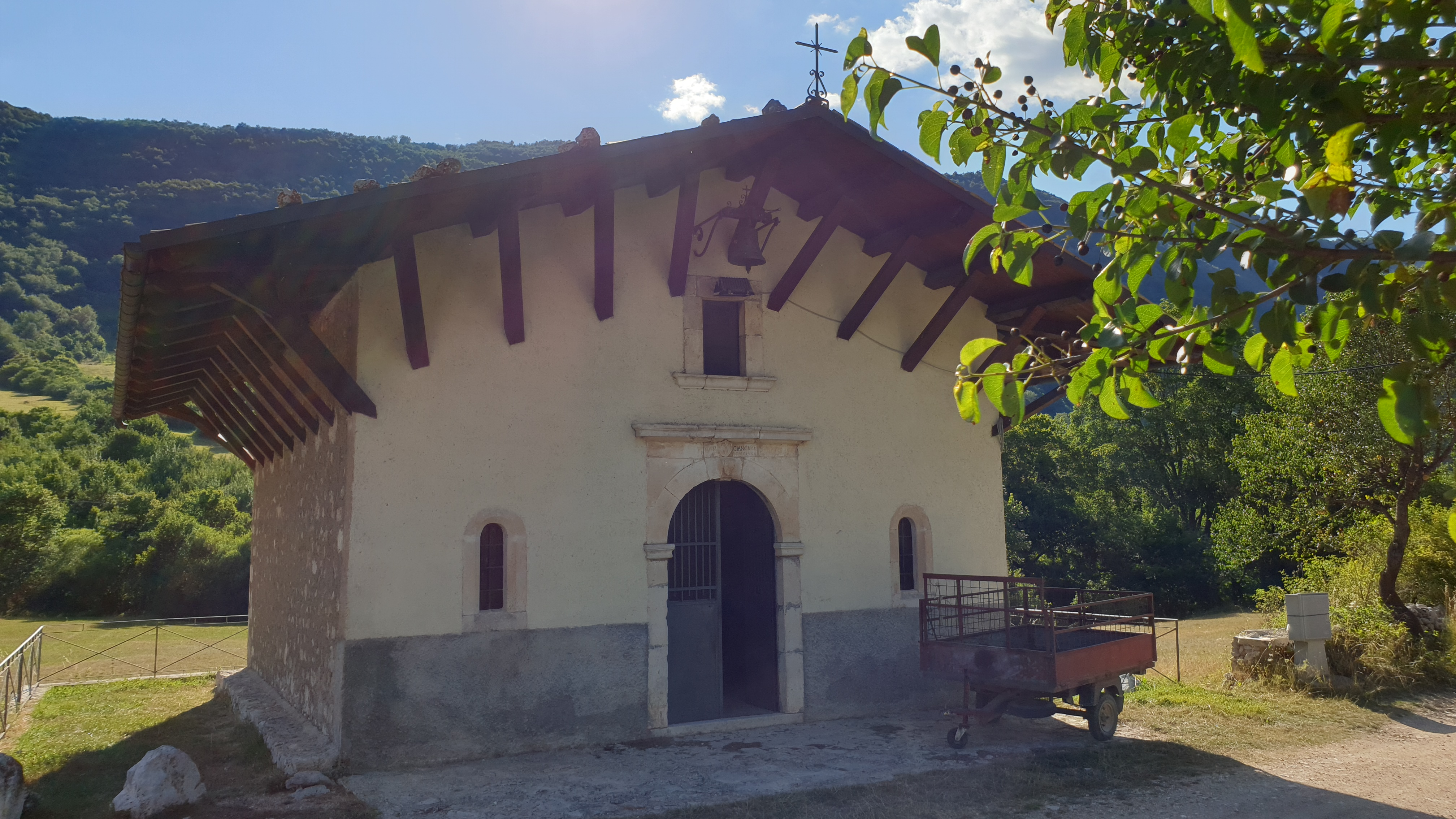
Chiesa di San Lorenzo a Jovana

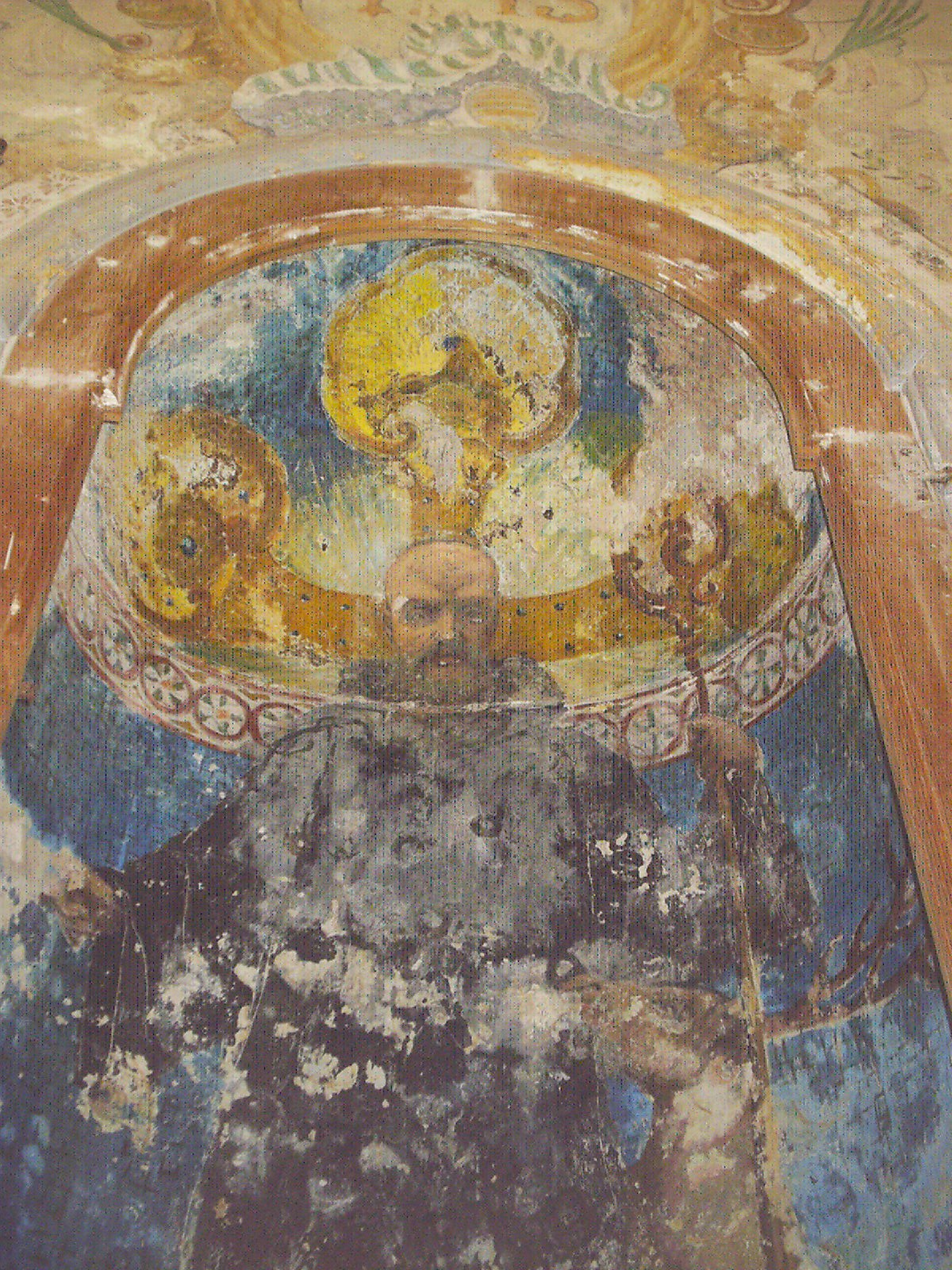
L'affresco di Sant'Egidio nell'eremo omonimo

### Architetture religiose
- Chiesa di Santa Maria della Valle

Detta anche della Madonna Assunta, si articola su tre navate ed è sostenuta da due pilastri con cuspidi posti a rinforzo della struttura dopo il terremoto del 1915. L'esterno, in pietra locale, è in stile romanico abruzzese. La facciata a coronamento orizzontale presenta tre portali con sopra altrettanti rosoni, di cui il centrale è il più grande. All'interno, nelle prime colonne dopo l'ingresso, è possibile osservare tracce di affreschi medievali, mentre nel presbiterio oltre un altare policromo vi è un coro ligneo. I confessionali e il pulpito, sempre realizzati in legno, sono opera dell'artista Ferdinando Mosca di Pescocostanzo. La cappella a destra dell'entrata è intitolata a San Costanzo e ne conserva una reliquia giunta a Scanno intorno al Settecento, quando a Roma venivano aperte le catacombe e i martiri ignoti che venivano battezzati con i nomi delle virtù.
- Chiesa di San Rocco

Dedicata anche alla Madonna del Carmine, reca su un muro esterno un affresco rappresentante San Cristoforo.
- Chiesa di Sant'Eustachio

È la chiesa patronale, e al suo interno sono conservate varie statue tra cui Sant'Agata, Sant'Apollonia, la Fede e la Speranza, Santa Lucia, Santa Barbara e quella del titolare Sant'Eustachio.
- Chiesa di San Giovanni Battista

Utilizzata dopo l'epidemia di peste del 1764 come lazzaretto, fu adibita anche a scuola elementare, seggio elettorale e teatro. Attualmente accoglie una mostra permanente di statue sacre allestita da Michele Rak.
- Chiesa di Sant'Antonio da Padova

In passato affiancata da un convento, è caratterizzata da interni in sontuosissimo barocco costellati da stucchi dorati e pregevoli tele, nonché da un particolare organo.
- Chiesa di San Michele Arcangelo

Situata presso il cimitero, è precedente il 1576.
- Chiesa di Sant'Antonio abate

Collocata in Strada Ciorla, viene fatta risalire al 1569 da una targa apposta sulla facciata, commissionata da un certo Ercole Ciorla, ma secondo altri documenti la sua fondazione sarebbe precedente.
- Chiesa della Madonna di Costantinopoli

Adiacente piazza San Rocco, vanta al suo interno, sopra l'altare maggiore, un affresco fra le più pregevoli opere d'arte presenti a Scanno: una Madonna con il Bambino, seduta sul trono e con un fondo che imita dei fiori in oro, che richiama l'arte senese del XV secolo, commissionata probabilmente da un certo De Ciollis intorno al 1418.
- Chiesa della Madonna delle Grazie

Sita in via De Angelis, presenta una pianta a croce greca ed è sede dell'omonima confraternita.
- Chiesa dell'Annunziata o della Madonna del Lago

Posta nei pressi del lago, al suo interno vi sono dipinti degli artisti locali Silvio e Arcangelo Centofanti e un altare in pietre dipinte.
- Chiesetta degli Alpini

Si trova in località Collerotondo, vicino agli impianti sciistici. È raggiungibile solamente tramite la seggiovia o attraverso il sentiero parallelo. Si caratterizza per una struttura a chalet svizzero con tetto fortemente a spiovente.
- Chiesa di San Liborio

Sebbene sia di proprietà privata, la festa della chiesa si celebra ogni 23 luglio. Dista 3 km da Scanno sulla SS 479 Sannitica in direzione Passo Godi - Villetta Barrea.
- Chiesa di San Lorenzo a Jovana Edificata in località Jovana, è festeggiata il 10 agosto. Dell'antica Jovana rimane solo la chiesetta, restaurata e riaperta al pubblico nel 1952[11].
- Eremo di Sant'Egidio, situato sul colle omonimo, tra Scanno e il lago, venne edificata nel XVII secolo in stile romanico rurale. Conserva al suo interno, sopra l'altare e all'interno dell'abside, un affresco di Sant'Egidio realizzato da maestri della scuola napoletana nel 1796[11].
- Chiesa di San Tommaso

### Architetture civili

#### I palazzi e i portali
I palazzi principali di Scanno sono: 

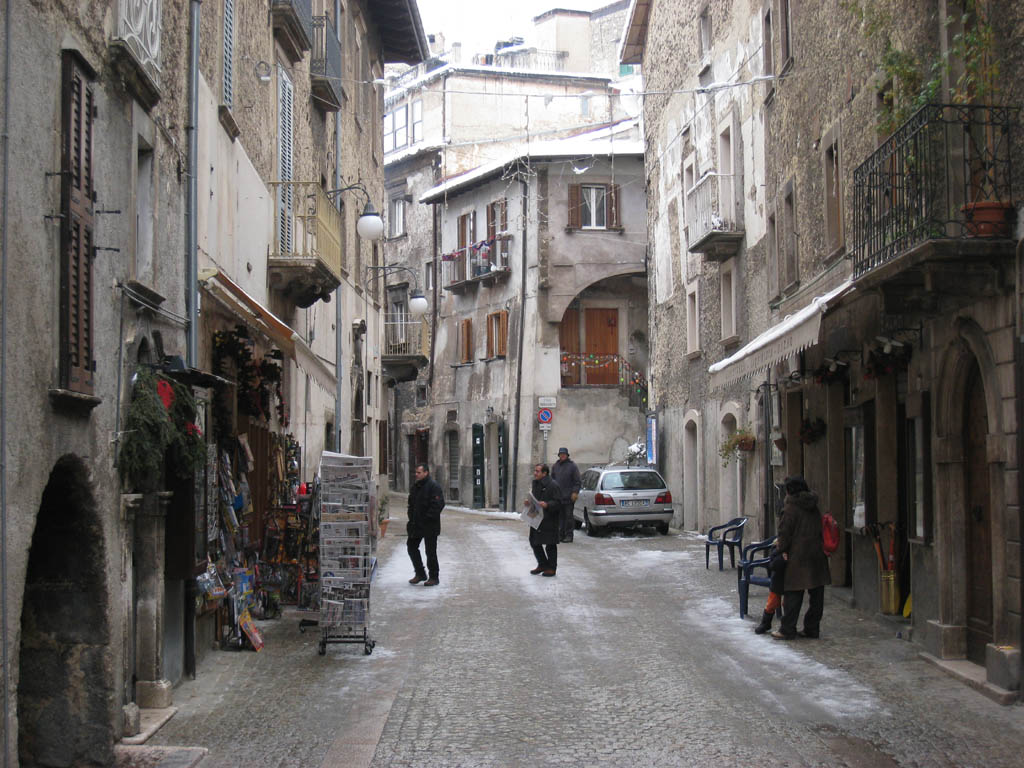
I vicoli del borgo di Scanno

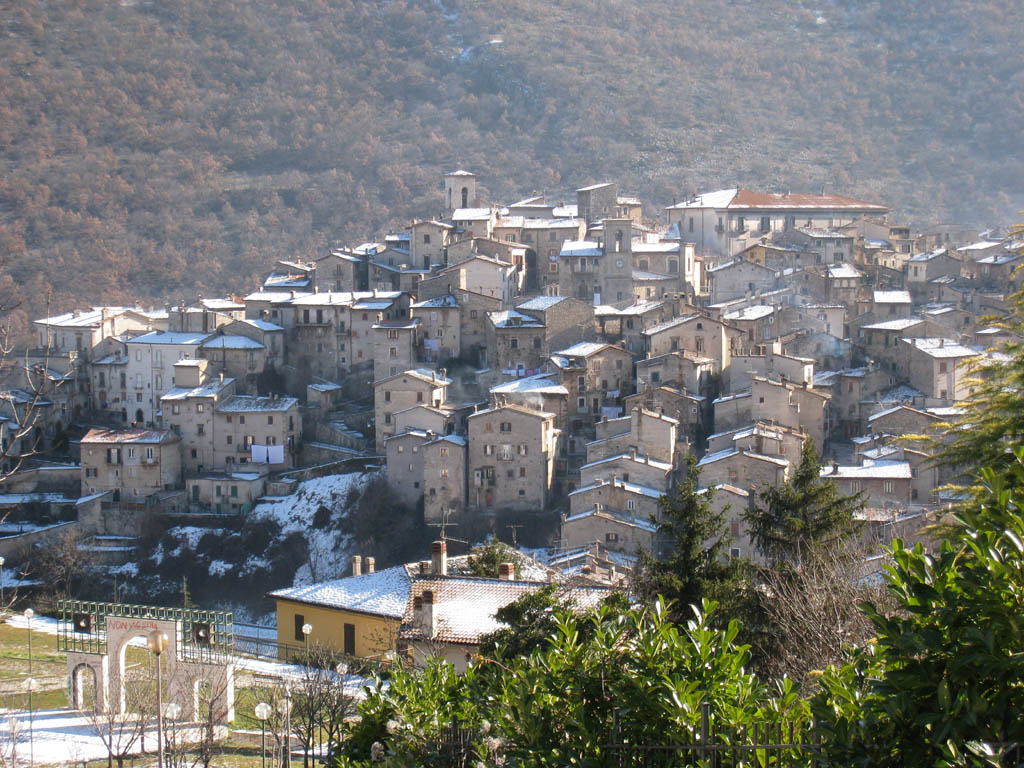
Veduta del borgo

- Il Palazzo di Rienzo, originariamente sede dell'Università (Municipio) di Scanno, era abitato dai feudatari a titolo di principi,
- Il Palazzo De Angelis, sito in Strada Ciorla 3, di pregevole fattura sono le decorazioni con lo stemma dei De Angelis intorno al portale,
- Il Palazzo Mosca, caratteristiche, di questo, palazzo sono le decorazioni sotto il cornicione, con puttini e serafini danzanti, mentre la facciata principale è barocca,
- Il Palazzo Serafini, sito nel quartiere della "Codacchiola", unico pregio di questo palazzo è lo stemma sopra il portone con tre angioletti serafini,
- Le Case Roncone, con trifora caratteristica e arco a sottopasso,
- Il Palazzo Serafini-Ciancarelli, sito nella piazza San Giovanni, ha subito diverse trasformazioni nel corso dei secoli, ha 2 piani, mentre il corpo principale è a 4 piani, rilevanti sono i balconi.
- Il Castellaro, è uno dei palazzi più grandi di Scanno, ed è sito nel quartiere scannese omonimo, è in stile barocco-romanico, ed è a forma caratteristica di T.[14]
- Il Palazzo Colarossi, sito in via Silla 32 chiamato anche la "casina" o l'"altro Palazzo di Rienzo", con portoni, finestre, balconi e finestre di mezzanino, il portale ha terminazione rettilinea e bugnato a cuscino. Il fastigio delle finestre è spezzato. Il coronamento è con mensole zoomorfe con rimandi a stilemi pescolani.

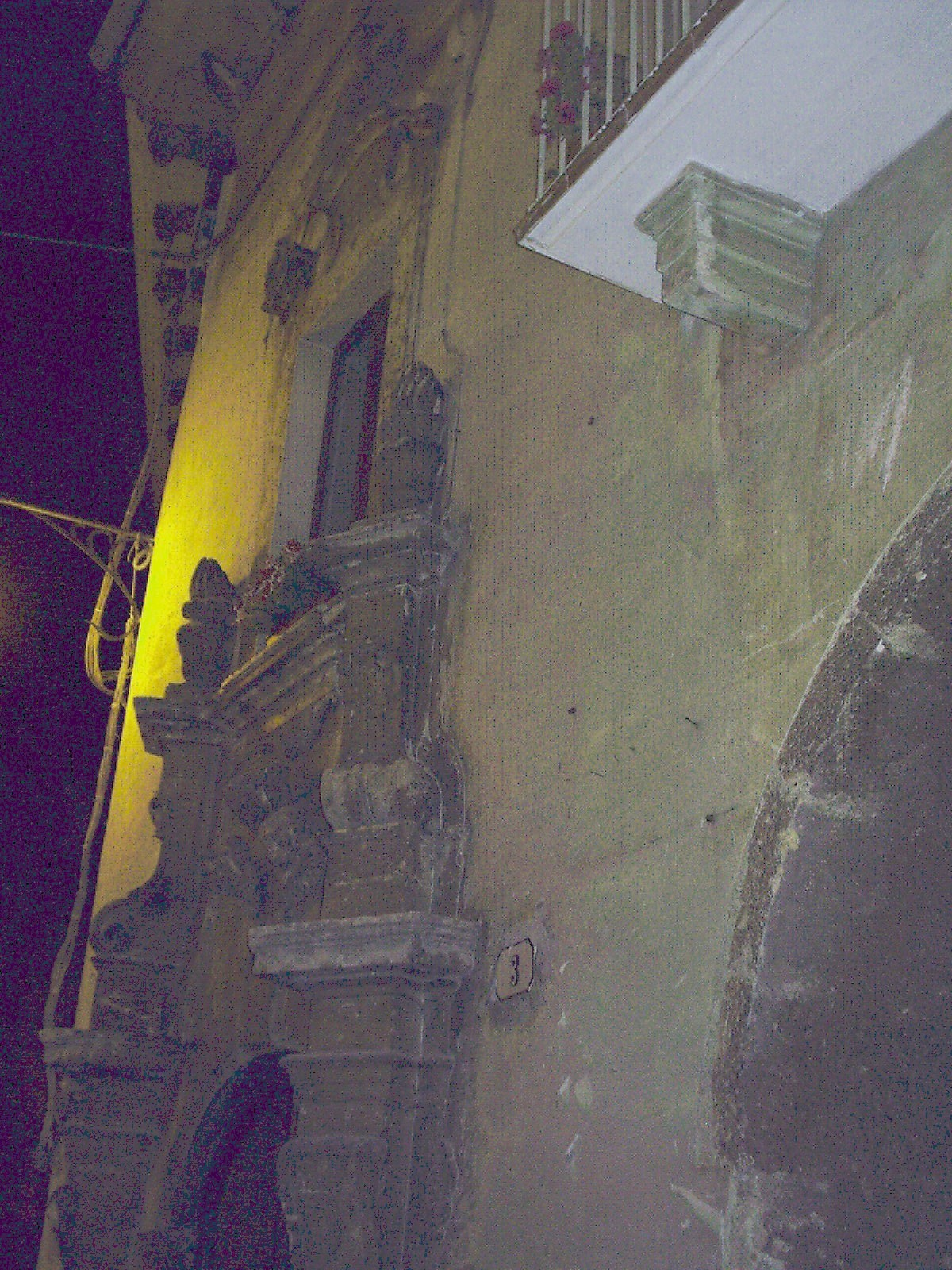
Il palazzo Serafini di notte

- La Casa Tanturri consta di una pregevole trifora dell'ultimo piano di via De Angelis, un puttino nella facciata laterale e le finestre a taglio rettilineo con stipite; particolare è il mascherone forse apotropaico di via De Angelis ma sicuramente a dare una qualifica a un nodo urbano di rilievo come dimostra una smussatura nell'angolo.
- La Casa Antonio Silla, sito in via Calata Sarracco 5, con imponente portale con basamento atto a reggere il balcone sovrastante. L'arco del portale è a tutto sesto il cui sopraluce è sovrastato da un mascherone in asse con la chiave.
- Il Palazzetto Nardillo, sito in via Porta Sant'Antonio 18, ha un pregevole cornicione, portale barocco con sopraluce curvilineo. Una finestra consta di un fastigio con motivo a conchiglia. Le feritoie sono convergenti verso l'ingresso sono un deterrente contro i malintenzionati e un odierno motivo d'interesse turistico.

Di notevole interesse sono anche i portali.
I portali decorati appartengono non solo a palazzi nobiliari, ma anche a palazzi di comuni cittadini del paese abruzzese. La realizzazione di tali portali conosce un aumento di produzione a partire dal XVIII secolo come dimostrano alcuni stili di queste porte, in barocco e talora in rococò. Un elemento ricorrente, oltre alla sovente ricorrenza alle decorazioni a bassorilievo è il sopraluce di forma quadrangolare o ellittica sito sotto il concio di chiave. Quest'ultimo è lavorato in modo da sembrare una mensola come, ad esempio, il portale di via del Vallone 48 nel centro storico del paese, il cui fornice a sesto ribassato è circondato lateralmente da due paraste in pietra decorate con motivi floreali che continuano sopra l'imposta dell'arco e termina presso la chiave di volta. Come molti portali di Scanno l'elemento in chiave è trattato come una mensola abbassata a sostenere idealmente il sovrastante sopraluce di forma quadrata e perno dell'abbellimento superiore raccordato dall'arco del portale con le volute e terminato superiormente con un timpano mistilineo.
Un arco mistilineo è sempre in via del Vallone ma ai civici 9 e 10 nei portali di Casa Gentilozzi. Un altro esempio di portale è quello di vico III Strada Silla 5, verosimilmente il più definito del tipo, in cui il portale ha un arco legato alla chiave al superiore sopraluce ellittico trasversale. Una decorazione a doppia voluta allaccia l'arco e il fornice terminando in una decorazione curvilinea spezzata del tipo tardo-settecentesco. Altri portali si trovano in via Ciorla 19, 34 e 36. Il primo, risalente al 1790 è sormontato da un mascherone con bocca spalancata e cava si apre sul sopraluce con forma di ovale trasversale. Il secondo, con uno stemma nobile consta in una nicchia di un'Annunciazione. Il terzo, sito in Casa Roncone, consta di stemma nobiliare della famiglia, un leone rampante con una roncola, sul lato vi è una finestra con data 1752. Un ultimo portale da segnalare è in via Silla, forse un ingresso di una bottega. Presenta un arco leggermente trilobato concluso da una smorfia con funzione apotropaica. Nella zona mediana dello stipite vi è un anello in ferro anticamente usato per legare gli animali, spesso da soma, in sosta.

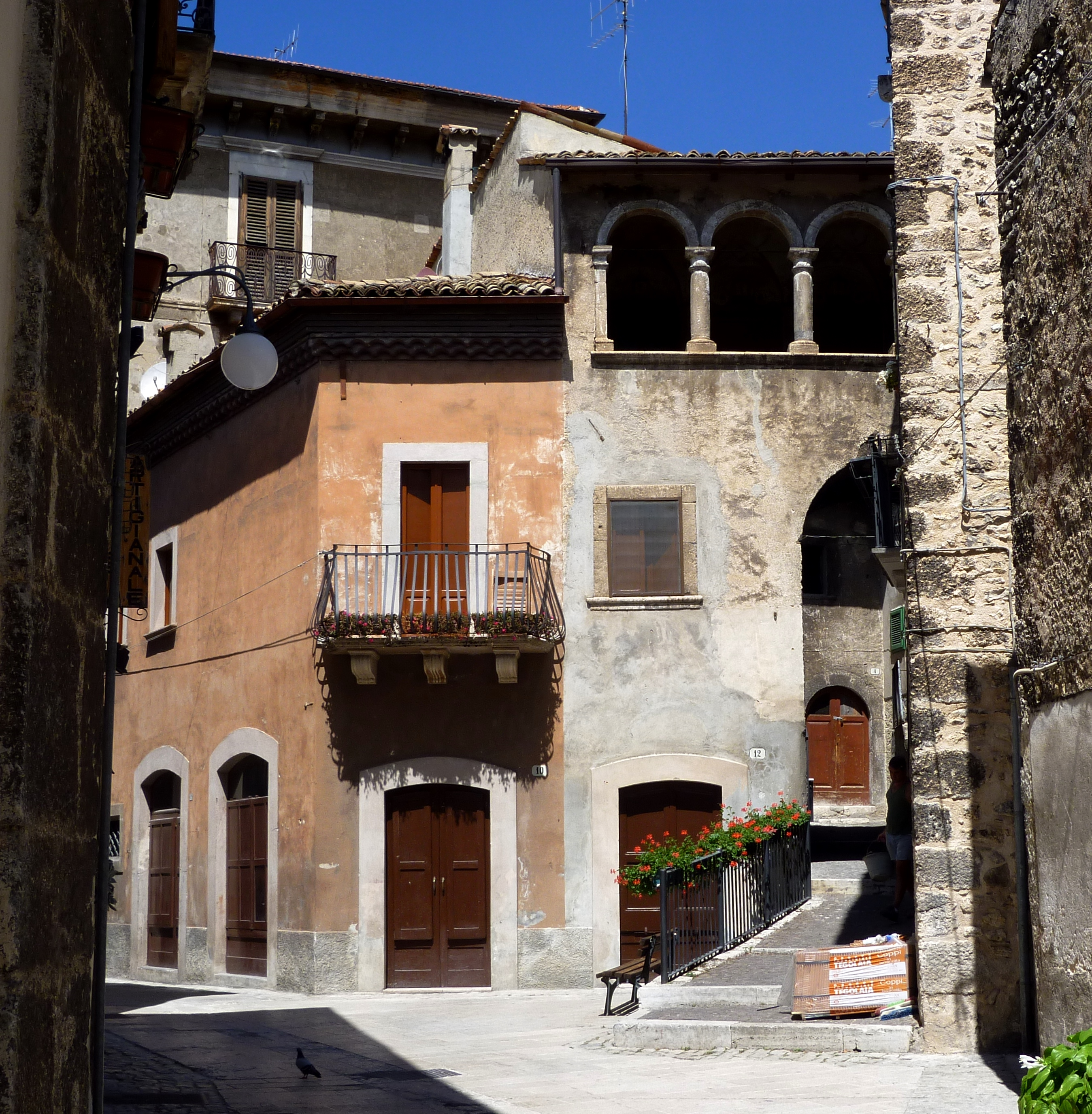
Il loggiato caratteristico di Case Roncone

Un altro motivo caratteristico sono le logge, bifore e trifore che si aprono nell'ultimo piano di palazzi nobiliari o borghesi caratterizzati dal fatto che tali abitazioni necessitavano uno spazio di luce tra l'interno e l'esterno. Un caso di questi è in Casa Colarossi in via Giuseppe Tanturri 3 le cui finestre e il portale hanno gusto tardo-cinquecentesco con le mensole lavorate, nel Castellaro constano di timpano settecentesco. Il loggiato più tipico è quello delle Case Roncone in vico I Strada Silla. Altri esempi sono in via De Angelis, nel lato posteriore del Palazzo De Angelis in via Ciorla 13 e in via del Castellano, quest'ultimo chiuso.
Un altro loggiato è quello di Casa Colarossi.

#### Gli archi e la cinta muraria
Gli archi principali sono:
- l'arco di Sant'Eustachio
- l'arco di Case Roncone
- l'arco della Croce o Porta Croce
- l'arco della Nocella (forse XV-XVIII secolo)
- l'arco della Zazzarotta (XVIII secolo)

Gli archi a Scanno sono suddivisi in due tipi:
- il 1º relativo all'antica cinta muraria,
- mentre il 2º sono dei sottopassi.
- Al primo tipo appartengono l'Arco della Croce e l'Arco di Sant'Eustachio, antichi accessi al nucleo medievale, chiamato ancora oggi Terra Vecchia. L'arco di Sant'Eustachio è realizzato in conci di pietra squadrata o di reimpiego, consta di un intradosso con volta a botte a sesto ribassato e sormontato da un tetto a due falde. Il locale sito sopra al fornice è occupato da un'abitazione civile a cui si accede mediante una scalinata posta sotto. Vi è ancora l'antico cardine che reggeva il portale ligneo. La porta della Croce, scampata alla distruzione della cinta muraria, verosimilmente realizzata nel XV secolo in concomitanza dell'ampliamento del paese verso sud. La porta è simile, nell'intradosso, nella copertura e nei resti dei cardini, alla precedente. Il locale posto al di sopra dell'arco è adibito a civile abitazione. Il materiale utilizzato, invece, sono conci di pietra lavorata nella zona inferiore e pietra grezza nel settore superiore. Questa difformità è dovuta forse a una parziale ricostruzione nei primi anni del XIX secolo.

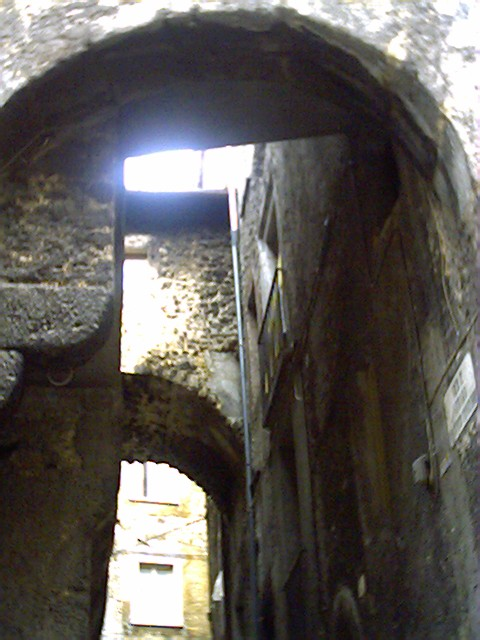
Particolare dell'Arco della Zazzarotta

- Al secondo tipo appartengono gli archi della Nocella e della Zazzarotta. Quest'ultimo arco è stato costruito per collegare due abitazioni su via Vincenzo Tanturri mediante un sistema rudimentale: fissando delle travi in legno con un piano sovrastante in cui si posavano dei travetti di legno che determinavano l'angolazione dell'arco. Il problema di datazione dell'arco della Nocella è controversa, tuttavia si suppone costruito durante l'espansione quattrocentesca dell'abitato ma non vi sono prove che escludano che sia stato costruito nel XVIII secolo in quanto stilisticamente accostabile a delle costruzioni adiacenti a via Silla risalenti allo stesso periodo. La pietra squadrata è limitato solo nell'imposta dell'arco della porta con l'intradosso simile all'arco della Noce e all'arco di Sant'Eustachio. L'unica decorazione è la cemmàusa sotto l'arco che sembra quasi una scultura in pietra.

La cinta muraria medievale è ora stata completamente sostituita dalle case private di cui ne mantengono la forma originaria.

Presso la Porta Sant'Eustacchio, ov'è la piazza dell'omonima chiesa vi è una torre speculativa, chiamata così forse perché simile a un'altra torre nei pressi della Chiesa della Madonna di Costantinopoli.

### Il borgo fortificato
Borgo di Scanno: l'origine del nome viene dal latino Scamnum (sgabello), perché il colle sopra cui sorgeva l'antico pagus italico somiglia a una piccola panca, adagiata in mezzo ai monti del Sagittario. Una lapide romana rinvenuta nel paese, conservata nel Museo della lana, testimonia chiaramente che il luogo era abitato prima dell'incastellamento medievale. Durante le invasioni barbariche del V secolo d.C. il paese rimase immune, ma fu saccheggiata dai Saraceni. A quest'epoca si farebbe risalire il costume tradizionale scannese femminile, che ha molte somiglianze con le tradizioni arabe, ad esempio per quanto concerne il copricapo locale, che sembra un turbante turco. La posizione impervia sopra cui sorge il paese, permise la sua completa conservazione al livello urbano, nel XIX secolo si sviluppò in centro l'arte dell'oreficeria, anche se la prima notizia di una bottega è datata 1718. Lo sviluppo di quest'arte e delle botteghe, molte delle quali in via degli Orafi, permise la realizzazione del gioiello detto la "presentosa", regalo di nozze per il corredo femminile. Nel 1915 il terremoto di Avezzano distrusse il paese di Frattura, frazione di Scanno, e danneggiò alcune strutture del borgo principale, ma non in maniera grave. Il centro storico oggi, perfettamente conservato, è il frutto dell'unione di vari piccoli nuclei dell'antico pagus. La parte più antica è il Betifulo, in seguito ribattezzato quartiere Sant'Angelo dal nome della chiesa. Tra i secoli XII-XIII gli abitanti si trasferirono in località Scamnum, che corrisponde all'attuale altura della chiesa di Sant'Eustachio. I due centri si fusero intorno al 1447, scendendo sempre più in basso, in contrada Madonna della Valle, dove oggi sorge la parrocchia, nonché chiesa principale del paese. L'espansione continuò nel Cinquecento verso sud-ovest, e ciò è riferibile allo stile architettonico delle case e dei palazzi gentilizi, molto diversi da quelli addossati e stretti del rione Terravecchia o San Michele. Le mura di cinta, già inglobate nelle case, vennero demolite nel 1909 quando venne realizzata la strada Scanno-Barrea, insieme al campanile della chiesa di San Rocco (la torre medievale prima di quello attuale) e alcuni palazzi. L'itinerario viario che divideva in due il paese è ancora oggi leggibile dalla chiesa di Santa Maria della Valle a fontana Sarracco ed a Piazza San Rocco, l'antica piazza del paese, da dove la strada proseguiva verso le montagne. L'itinerario chiamato "ciambella" torna poi alla piazza principale mediante via Silla e via de Angelis. Il sistema viario è molto più intricato nella zona Terravecchia, specialmente nella zona di via Arco Santa Croce, via Simone e via Ciorla. Scanno non ha mai avuto un vero e proprio castello, ma delle torri di guardia e delle mura di cinta, neanche troppo fortificate. Pertanto gli elementi fortificati sono pochi.

### Borgo medievale di Frattura Vecchia
Distrutto dal terremoto di Avezzano, è stato solo parzialmente restaurato. Il nuovo borgo di Frattura è stato costruito su un altro sperone roccioso, leggermente più a sud, intorno alla nuova chiesa di San Nicola.

### Fontane, statue e monumenti

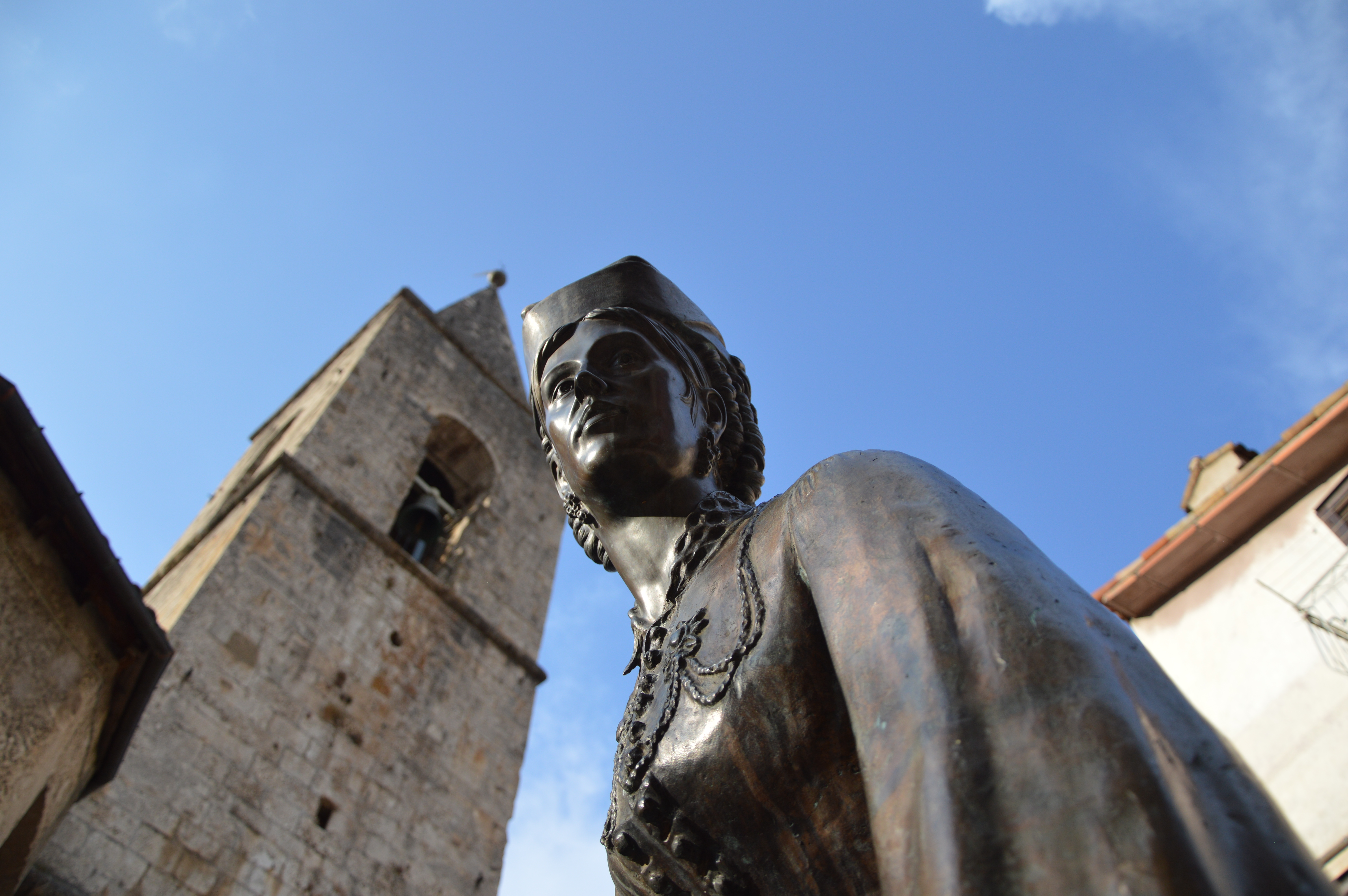
Particolare del volto della statua della donna in costume di Scanno

A Scanno vi sono la Fontana Sarracco e la Fontana del Pisciarello; inoltre dietro la Chiesa di Santa Maria della Valle, vi è la Statua della donna scannese inaugurata nel 2006 Questa statua, in bronzo, di grandezza poco più del normale, raffigura una donna del luogo in abiti locali. Nel palazzo di fronte alla Fontana Sarracco vi è una meridiana opera del frate francescano Nunzio Farina. Inoltre a piazza San Rocco, tra l'associazione culturale locale e la chiesa della Madonna di Costantinopoli vi sono il Monumento ai caduti delle due guerre mondiali con l'elenco dei caduti di Scanno e il Monumento ai caduti di Nassiriya inaugurato ad agosto 2010. In località San Liborio è stata posta, il 4 luglio 2011, una statua in bronzo del papa Giovanni Paolo II, al secolo Karol Wojtyła. Nel 2019, nel viale degli alpini è stato costruito un monumento dedicato agli alpini.

### Le cemmause
Le cemmause sono un tipo di scala d'accesso alle abitazioni di Scanno esterne alle abitazioni stesse terminanti in un ballatoio o pianerottolo, con gli scalini (localmente detti le schèle) realizzati in pietra. Un arco permette alla scalinata di sorreggersi, infine la cemmausa viene coperta da una tettoia sostenuta da travi lignee su cui poggiano delle assi di legno (localmente dette scànzule) generalmente in faggio e da tegole (localmente dette pinci).

### Località turistiche

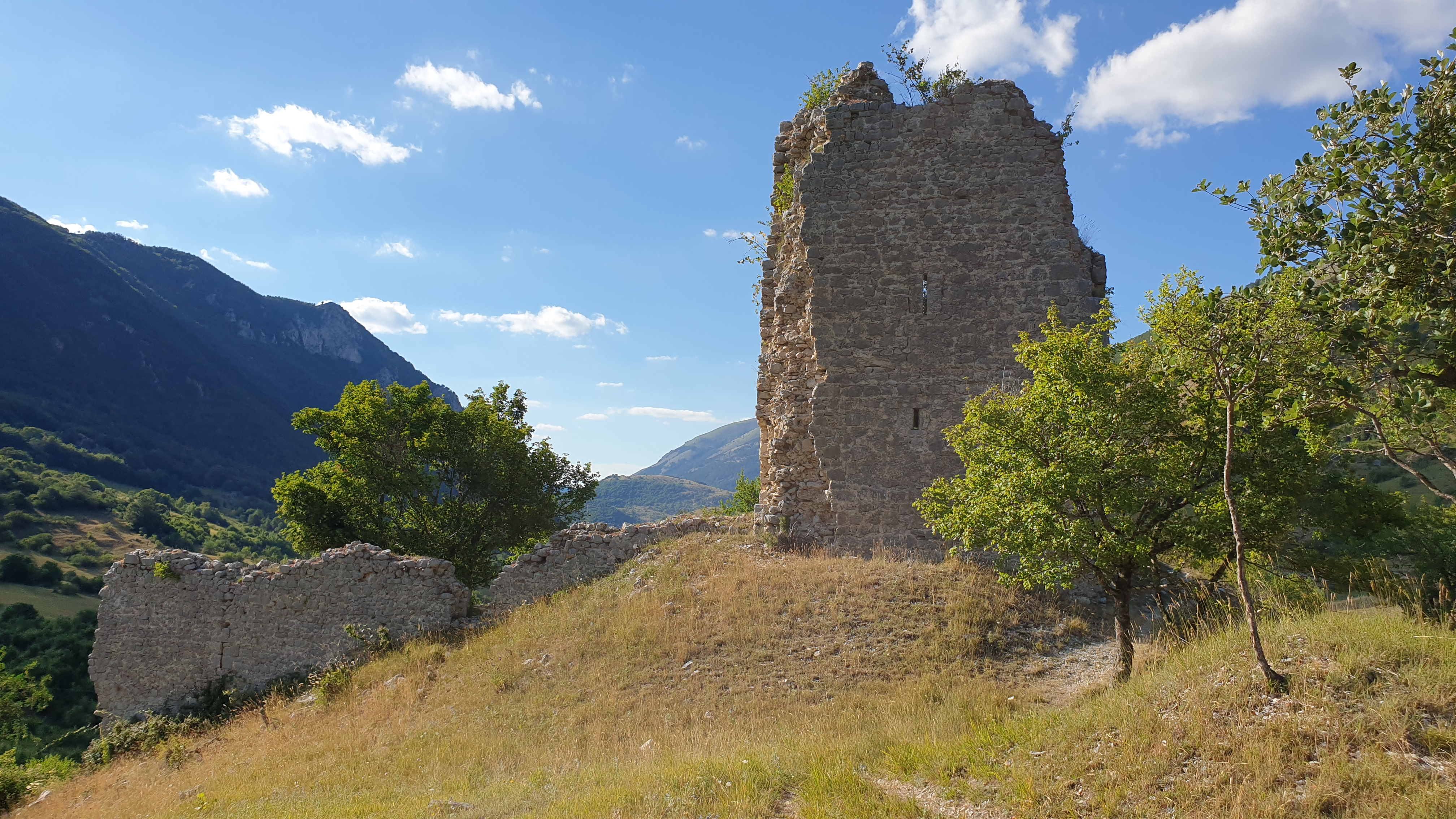
Torre di Jovana

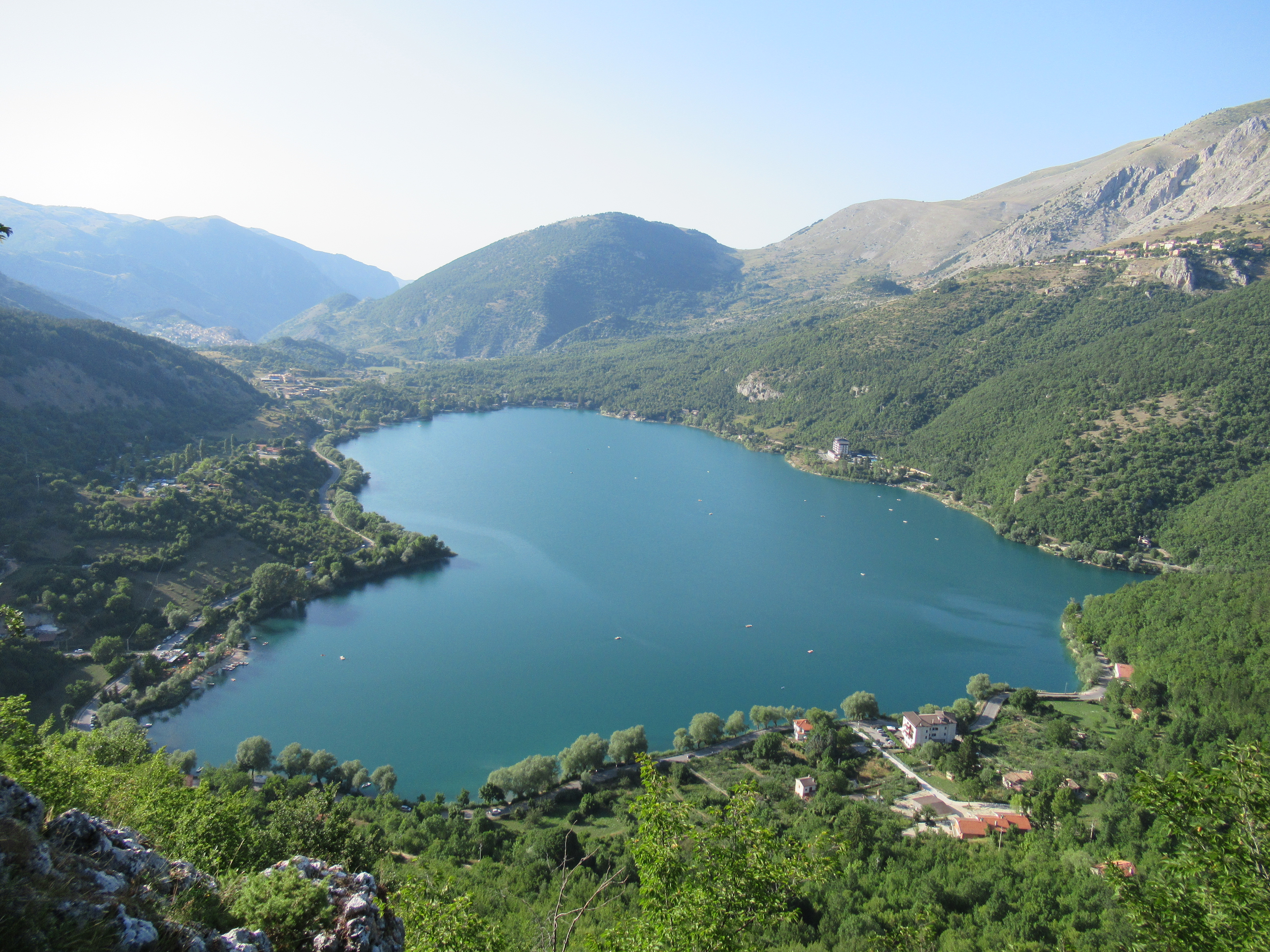
Lago di Scanno
Il lago si originò da una frana scesa dal Monte Rava e che ostruì il corso del Tasso (fiume). La causa di tale evento geologico fu a lungo attribuita, come sostiene lo storico romano Tito Livio, al terremoto del 217 a.C. Secondo studi recenti la frana avvenne circa 12.800 anni fa, verso la fine dell'ultima Era glaciale o già nel postglaciale. Il lago ha una superficie di circa un chilometro quadrato e una profondità di circa 32 metri. Il suo colore verde-azzurro è dovuto alla presenza di alghe e microalghe, alla composizione chimica delle acque (essenzialmente legata a quella calcarea delle rocce costituenti l'invaso) e, in ultimo, al riflesso della vegetazione circostante. Il principale (e unico) corso d'acqua immissario è il Tasso, mentre mancano emissari superficiali stabili, attivi invece con modalità carsiche e che collegano il lago con il Sagittario (fiume) e le Gole del Sagittario. Tra i pesci vi sono: trote, tinche, anguille, scardole, persici reali, coregoni, lucci, pesci gatto e carpe mentre tra gli uccelli vi sono germani reali e folaghe.
Monte Rotondo
Chiamato anche Collerotondo, presenta due rifugi e la suddetta chiesa degli alpini. In estate si svolge il "Concerto aperitivo nel bosco". Negli anni 2000 è stata inaugurata l'"Oasi faunistica dei Cervi" presso il lago artificiale per la creazione della neve artificiale per le piste da sci site nei pressi. Nella suddetta "Oasi faunistica dei Cervi" sono stati inseriti 3 cervi.

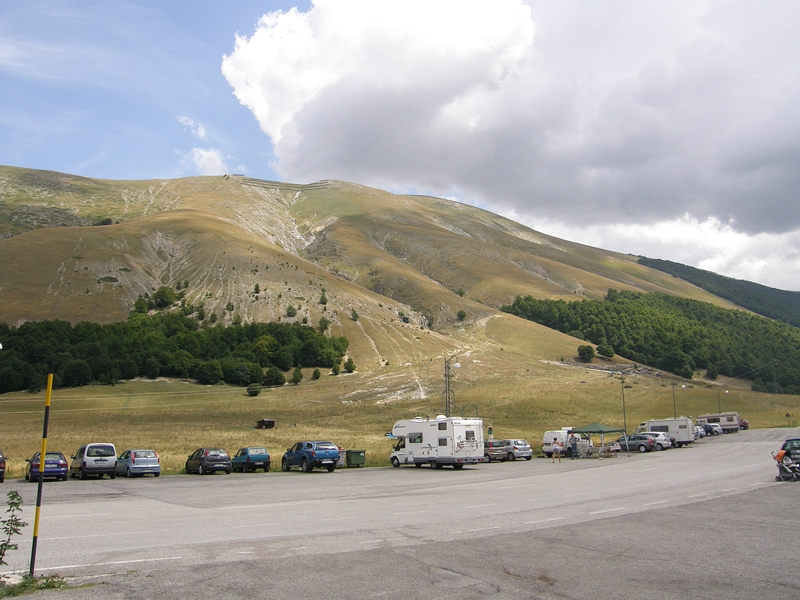
Passo Godi
È sito a 1630 metri sul livello del mare, vi sono degli impianti di discesa, una pista da sci di fondo lunga 10 chilometri e la dorsale dello Scalone ove si avventurano degli alpinisti.
Nei pressi vi sono il faggio monumentale e lo stazzo di "Ze messe" storpiato in Ziomas o Zio Mas, nelle nomenclature dei cartografi militari. Sconosciute sono le origini del nome di Ziomas, ma molti credono che derivi da Zio Mas, ipotesi non avvalorata da nessuna conferma dato che la zona è disabitata da tempo immemore e non c'è stato mai nessuno quindi in zona che si chiamasse Zio Mas (Mas dal diminutivo di Massimo o Tommaso). Ipotesi più realistica sull'origine del nome è che Ze Messe derivi dialetto locale zu messe ovverosia "zu" articolo e "Messe" massi, in quanto la zona è disseminata di massi.
Le Prata
Si raggiunge tramite la Strada statale 479 Sannite arrivando alla casa cantoniera posta fra il paese e Passo Godi indi percorrendo il sentiero per sei chilometri. La località è sita nel tratto iniziale del fiume Tasso. In questa località si diramano a pettine vari sentieri più o meno difficili che partono dal monte Marsicano e arrivano sulla Sella della Terratta.
Jovana
Si raggiunge da un sentiero che si diparte dalla casa cantoniera suddetta e proseguendo per il Vallone delle Masserie e arrivando nella conca dove è sita la località. Questo pagus era abitato sin dagli inizi del XV secolo di cui oggi rimangono oltre la suddetta chiesa di San Lorenzo dei ruderi di una torre e qualche brandello di abitazione rurale. La zona è adibita ad allevamento, ad agricoltura e ad agriturismo, il periodo in cui il centro si rianima è tra il 7 e il 10 agosto per la festa di San Lorenzo.

## Società

### Evoluzione demografica
Abitanti censiti

### Tradizioni e folclore

#### Il costume femminile di Scanno

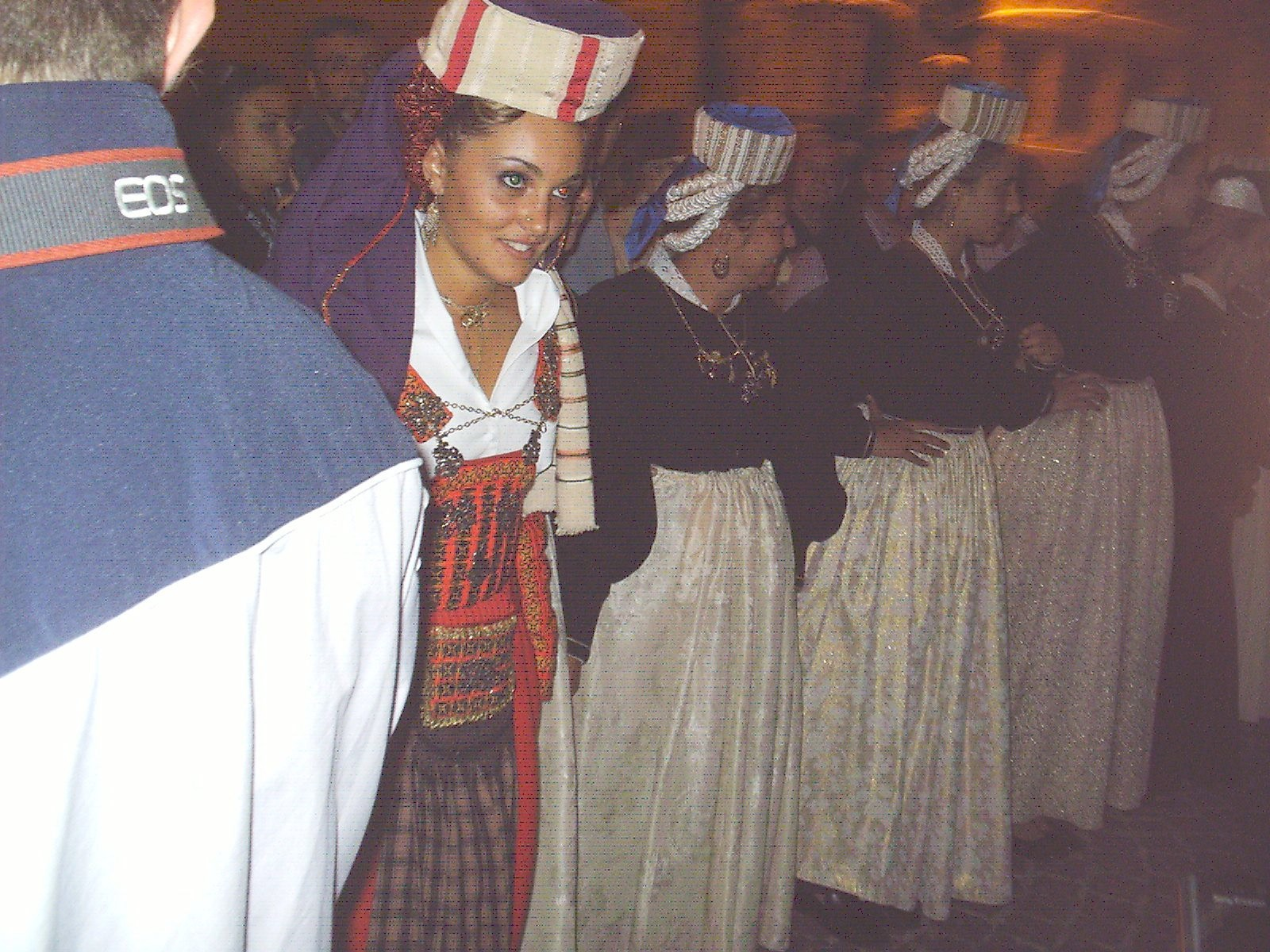
Donne in costume tipico di Scanno allo Ju Catenacce, da notare i cordoncini dietro la nuca di colore bianco per le nozze

L'isolamento del paese, nel corso dei secoli, fece in modo che il vestito delle donne di Scanno si sviluppasse in modo autonomo e privo di modelli a cui ispirarsi, a ciò si aggiunse la voglia delle giovani scannesi di arricchirsi di ornamenti muliebri per quanto possibile preziosi, sebbene autoctoni, atti a impreziosire il proprio abbigliamento e primeggiare in bellezza e fascino, talvolta ingelosendo amiche e rivali; in tal modo una gonna, per la ricchezza di ornamenti, giungeva fino al tallone. Nonostante l'unicità del vestito, esso per tipologia e caratteristiche afferisce al tradizionale abbigliamento femminile della Conca Peligna e dell'Alto Sangro.
La gonna può arrivare a pesare fino a 15 kg in stoffa. All'interno è arricchita da una striscia di panno lana rosso alto fino a 10 cm. Tale tessuto, volgarmente detto la pedéra, serve a proteggere le gambe dalla polvere e dal fango. La gonna attuale, però, è provvista di un solo panno, di colore verde scuro, prodotto e tinto in paese. Fino al Settecento le gonne erano di vari colori, e non è improbabile che ogni colore stesse a indicare un ceto sociale.
Il corpetto viene chiamato volgarmente Ju cummudene, difforme dagli altri dei paesi limitrofi, oltre che per il tipo di tessuto, anche per la larghezza delle maniche che si restringono in pieghe nei polsi e all'attaccatura alle spalle. Viene allacciato anteriormente con una fila di bottoni che termina in una sacca detta volgarmente la buttunera a forma di triangolo rovesciato. Nel costume per le grandi occasioni i bottoni sono in oro, mentre nel vestito per tutti i giorni sono in osso. La pesantezza del vestito, ma anche l'esigenza di avere un vitino da vespa costringono gli "stilisti" a realizzare un corpetto di forma appuntita. Un'orlatura di seta dona al vestito una sobria linea. Nella svasatura del collo si affaccia la gorgiera che viene realizzata al tombolo. Localmente, la gorgiera viene detta la scolla. La mandera, o il cosiddetto grembiule, è broccato nel vestito festivo con colori che spaziano dal bianco al celestino spesso con filigrana d'oro o d'argento, mentre nel vestito di tutti i giorni i colori sono più semplici, ma allo stesso tempo più ricercati.

Nel francobollo centrale della seconda fila dall'alto si vedono delle donne col costume tipico di Scanno

Il cappello, volgarmente detto Ju cappellitte, la parte del vestiario femminile più al centro di dibattiti degli studiosi, è realizzato con tre elementi essenziali:
- ju viulitte,[29]
- la tocca,[29]
- e ju fasciatore.[29]

Ju viulitte originariamente era composto da un velo tessuto mediante fili di seta. Nel Settecento venne aggiunta la tocca, una federa spessa e dura, cui si aggiunse in seguito ju fasciatore, una sorta di fascia di seta azzurra che ricadeva sulla nuca in maniera vezzosa fin sulle spalle. Invece, il cappello di tutti i giorni viene chiamato 'ngappatura, dal latino cappa (da cui cappello), realizzato in seta bianca. Con il disuso nel corso dei secoli della rete per i capelli vennero aggiunti dei lacci composti da dei cordoncini di seta rossi per la festa di Sant'Eustachio, azzurri per la festa della Madonna delle Grazie, marrone per la festa della Madonna del Carmelo, vivacemente variopinti per Natale, neri per i giorni di lutto, viola per il mezzo lutto, rosso vivo per il fidanzamento e bianco per le nozze.
Marco Notarmuzi, nel suo libro "Il costume delle donne di Scanno" sostiene che tale vestito non ha subito influenze orientali dirette ma tramite le influenze arabe subite dalla penisola iberica durante la dominazione araba e importate a Scanno durante la dominazione spagnola del Regno delle due Sicilie

#### Le botteghe di Scanno
Tra la fine del XIX secolo e l'inizio del XX secolo si ha l'affermazione di botteghe orafe nel paese, tuttavia la prima notizia di un orafo locale la si ha nel 1718, in questo periodo le notizie sugli orafi locali sono molto frammentarie e scarse.
Un'altra peculiarità delle botteghe di Scanno è quella della lavorazione del tombolo. Questa tecnica di origini antichissime viene tramandata di generazione in generazione.

## Cultura

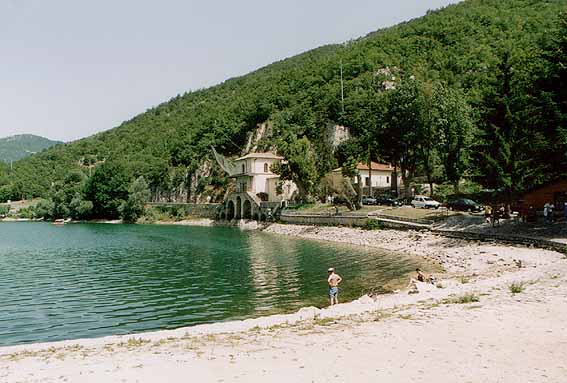
Rive del lago di Scanno, con la Chiesa della Madonna del Lago

### Istruzione

#### Musei
Il museo della lana ospita una mostra di arnesi e attrezzi agricoli e della lavorazione della lana.
Abbastanza simile è a Frattura il museo delle arti e tradizioni popolari, che raccoglie più o meno lo stesso tipo di utensili ed è situato presso la chiesa centrale della frazione di Scanno.

### Cucina

#### I prodotti caseari
Tutti i prodotti caseari principali di Scanno sono derivati dal latte di pecora proveniente da pascoli locali, tra questi sono da annoverare:
- Pecorino classico;
- Ricotta dalla buccia nera (la stagionatura in assenza di luce produrrà uno strato ossidato in un primo momento bianco che poi diviene dapprima grigio, poi nero, che conferisce al prodotto un gusto particolare)[nota 1];
- Gregoriano, formaggio dal sapore acidulo[nota 2];
- Capriccio di pecora, formaggio a pasta molle a cui vengono aggiunti i fermenti lattici vivi lasciando riposare circa 45 minuti a una temperatura fissa di 45 °C prima della cagliata[nota 3];
- Caciotta di pecora, conservata in salamoia con aggiunta di latte fresco al latte di pecora.

#### Salumi
Tra i vari salumi prodotti localmente vi sono::
- salsicce, cotte talora alla brace[38] lardo, lonza, coppa, pancetta, bresaola, salami aromatizzati (tartufo, aglio e vino)[38], angioletti e diavoletti (salami dolci e piccanti)[38], salame con ripieno di lardo[38], salamelle di tratturo[39] e coglioni di mulo.

#### Primi piatti
Tra i vari primi piatti: sagne con i fagioli o con la ricotta, maccheroni alla chitarra con sugo d'agnello o castrato, cazzellitti con le foglie (o con le fuoja), sorta di gnocchi fatti con farina e acqua, lessati con l'acqua con cui viene cotta la fuoja, una verdura che cresce nei dintorni di Scanno a un'altitudine di 2000 metri. I cazzellitti, infine, vengono conditi con le fuoja stesse e con peperoncino, zuppettone, sorta di zuppa con carne di agnello o capretto, uova e pecorino locale grattugiato, polenta bianca con fagioli, verza, patate e soffritto d'aglio, zuppa di fagioli, lasagna abruzzese, ravioli di carne e fettuccine con i funghi

#### Carne di agnello e di vitello
È rinomato il castrato d'agnello di Scanno, cucinato alla brace o al forno con patate.

#### Contorni e altri secondi
Coniglio alla cacciatora, pollo con i peperoni, funghi della zona circostante Scanno, anche fritti.

#### Dolci, confetture e miele
Dolci prodotti localmente: mostaccioli, dolce di mosto cotto, farina e mandorle ricoperto di glassa bianca o cioccolata, amaretti alle mandorle e aromatizzati all'arancia, pan dell'orso, ferratelle, Miele, confetture, prodotti dei boschi circostanti per le macedonie, mandorle "atterrate", tozzetti alle mandorle, biscotto di prato, panetto d'Abruzzo, cerasella di Scanno.

### Eventi
- Ju Catenacce (il 14 agosto, rievocazione in costume tradizionale di Scanno del matrimonio scannese)[43]
- A settembre, dal 1972 viene organizzato il Premio Scanno, articolato in varie categorie e intitolato al suo ideatore e creatore, il giornalista Riccardo Tanturri dall'anno della sua scomparsa.[44]

## Geografia antropica

### Urbanistica

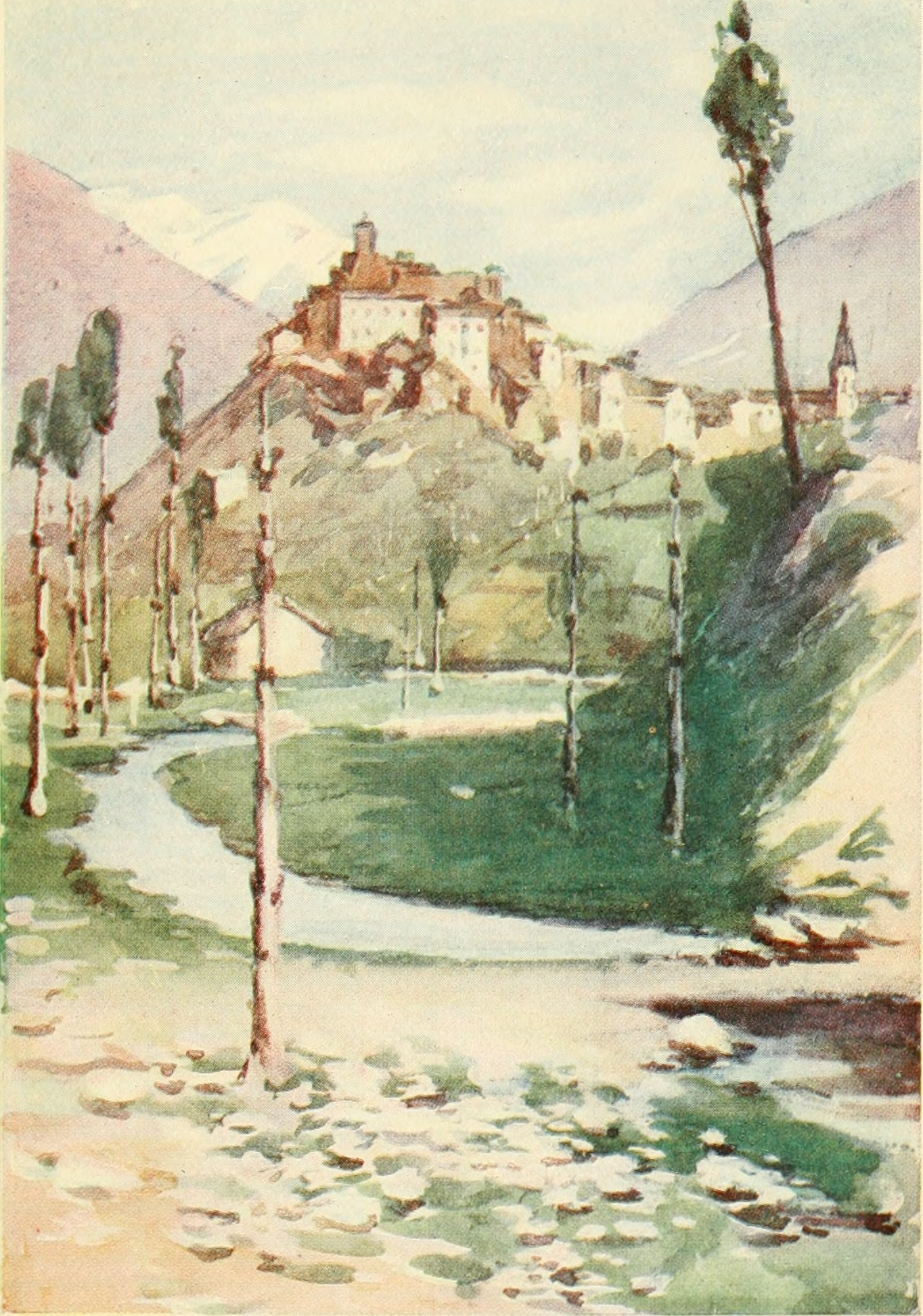
Acquerello di Amy Atkinson raffigurante il paese all'inizio del Novecento

Il centro storico di Scanno si formò dall'aggregazione di vari nuclei urbani o vicus. Il più antico di essi è Betifulo, in seguito ribattezzato Sant'Angelo in epoca cristiana. Tra i secoli XII e XIII gli abitanti si trasferirono da Sant'Angelo in località Scamnum o Scagium o Scampium che corrisponde all'attuale zona della chiesa di sant'Eustachio. In una bolla di papa Adriano IV del 1156 vengono nominati i vari nuclei abitati che prendevano il nome dalle varie chiese in essi contenuti eccetto Frattura con la sua chiesa di San Nicola. Collangelo è l'attuale contrada sita a est di Scanno in località Giardino in cui è stata ritrovata un'epigrafe, la quale è l'unica testimonianza di una casa rurale in zona.
I centri urbani di certo non si fusero prima del 1447 in quanto in quella data si ha notizia di alcuni edifici ancora disabitati. Il processo di espansione e di unificazione delle contrade di Scanno pare partire dalla zona alta del paese odierno, cioè la zona detta Terra Vecchia ove si aprivano le tre porte di accesso. Tra la seconda metà del Quattrocento e in tutto il Cinquecento il nucleo abitato si espanse a sud e a ovest, mentre nei due secoli successivi Scanno conobbe un'ulteriore espansione ma anche la saturazione di spazi edificabili liberi entro le mura: infatti fino a tutto il XIX secolo l'espansione si concentrò entro le mura, e solo nel 1909, quando venne costruita la strada Scanno-Villetta Barrea, vennero distrutte le mura urbane, il campanile della Chiesa di San Rocco e alcuni palazzi; le rimanenti mura sono state inglobate in costruzioni più recenti. L'ultima fase di costruzione si ha nel XX secolo lungo il tratto di via dei Caduti per la costruzione della provinciale Scanno-Villetta Barrea nonché in via D. Tanturri, in via D. Di Rienzo e in località il Colletto negli anni sessanta e settanta e sul finire del secolo scorso ha raggiunto via Pescara, viale del Lago e via degli Alpini in prossimità della foce del torrente Carapale ivi incanalato.
La morfologia del centro storico è accostata al nome d'origine del paese Scamnum che in latino significa sgabello a sottolineare la forma del costone in cui si trova l'abitato con cordonate a forte pendenza. Caratteristico è l'itinerario nel centro storico detto la "ciambella" che dalla chiesa di Santa Maria della Valle arriva alla Fontana Sarracco per arrivare poi alla piazza di San Rocco e ritornare tramite via Silla e via De Angelis al punto di partenza. Il sistema viario è un intricarsi di vie, viuzze e vicoletti che si incrociano a trama fitta con le vie principali; queste viuzze erano pedonali fino agli inizi del Novecento prima della sostituzione del manto originario con delle pavimentazioni per strade carrozzabili. Recentemente alcune strade sono state recuperate con lastre di marmo e sampietrini che hanno preso il posto di ciottoli di fiume.
Entro le vecchie mura del centro storico si aprivano quattro porte.

La prima era sita presso la chiesa di Santa Maria della Valle e chiamata in gergo locale "La porta", mentre le altre porte si chiamavano Porta di Sant'Antonio o Codacchiola, Porta della Croce e Porta di Paliano o di Pagliaccio. Gli accessi pedonali e carrabili erano siti ove era più facile il loro utilizzo. La porta della chiesa di Santa Maria della Valle aveva la funzione di ingresso principale. Si ergeva di fianco alla chiesa omonima, mentre la facciata della chiesa si imponeva dall'alto guardando verso la valle il versante più difendibile.
La Porta di Sant'Antonio risale verosimilmente al 1500. La sua funzione era quella di servizio alla gente residente nella parte settentrionale del paese per farla andare al lago e gestire le sue risorse (una strada della zona si chiama per l'appunto via dei Pescatori) ma anche per andare a lavorare alle terre irrigate di Acquevive. Su questo accesso verrà costruita un'officina idroelettrica alimentata mediante le acque piovane provenienti da monte.
La Porta della Croce, che è l'unica a essere intatta, è sita nel settore sud dell'abitato.

La Porta di Paliano era sita presso il Palazzo di Rienzo ma non è da tutti accertata dato che dai carteggi comunali vengono citate tre porte e non viene menzionata la Porta Paliano. Tuttavia Alfonso Colarossi-Mancini afferma che presso il palazzo vi era un'apertura. Si può tuttavia supporre che la famiglia Di Rienzo stessa abbia provveduto alle spese di restauro e di manutenzione della porta dato che essa era di uso esclusivo della famiglia.

## Economia
Le principali attività economica fino al secondo dopoguerra erano la pastorizia (pecore) allevate tuttora principalmente per la produzione di formaggi, e il commercio della lana ma, dopo la costruzione della seggiovia di Collerotondo negli anni cinquanta, si è registrato un significativo sviluppo del turismo. In passato si fabbricavano vestiti tipici femminili di Scanno, mentre numerose sono le attività di oreficeria (fabbricazione di presentose e altri gioielli e femminili).
Fiorente è l'attività turistica, il comune fa parte della Comunità Montana Peligna ed è associato ai club I borghi più belli d'Italia e Bandiera arancione del Touring Club Italiano.

## Amministrazione
| Periodo          | Periodo          | Primo cittadino          | Partito                                    | Carica                  | Note   |
| ---------------- | ---------------- | ------------------------ | ------------------------------------------ | ----------------------- | ------ |
| 6 giugno 1993    | 24 febbraio 1994 | Renato Gentile Bonifacio | Partito Socialista Italiano                | Sindaco                 | [ 48 ] |
| 25 febbraio 1994 | 21 novembre 1994 | Pietro Spacone           | Partito Socialista Italiano                | Vicesindaco             | [ 49 ] |
| 22 novembre 1994 | 29 novembre 1998 | Pietro Spacone           | Alleanza dei Progressisti                  | Sindaco                 | [ 50 ] |
| 30 novembre 1998 | 25 maggio 2003   | Eustachio Gentile        | Lista Civica di Centro-sinistra            | Sindaco                 | [ 51 ] |
| 26 maggio 2003   | 13 aprile 2008   | Angelo Cetrone           | Lista Civica di Centro-destra              | Sindaco                 | [ 52 ] |
| 14 aprile 2008   | 3 ottobre 2012   | Patrizio Giammarco       | Lista Civica Progetto Scanno               | Sindaco                 | [ 53 ] |
| 4 ottobre 2012   | 26 maggio 2013   | Luciano Conti            |                                            | Commissario prefettizio | [ 54 ] |
| 27 maggio 2013   | 10 giugno 2018   | Pietro Spacone           | Lista Civica Amministriamo Scanno - PD-PdL | Sindaco                 | [ 55 ] |
| 10 giugno 2018   | in carica        | Giovanni Mastrogiovanni  | Lista Civica Scanno è di Tutti             | Sindaco                 |        |

## Sport
Scanno è stata più volte arrivo di tappa del Giro d'Italia:	
- 1955: 12ª tappa, vincitore Gastone Nencini[56].
- 1969: 11ª tappa, vinta da Franco Bitossi[57].
- 1991 (30 maggio): 5ª tappa, vinta dallo spagnolo Marino Lejarreta[58].
- 1993 (25 maggio): 3ª tappa, vinta dal lettone Pëtr Ugrumov[59].

Scanno consta di:	
- un palazzetto dello sport sito in via degli Alpini
- vari campi da tennis
- campi di calcio e calcetto

Inoltre in inverno, a Passo Godi e a Collerotondo vengono praticati numerosi sport invernali con la presenza di impianti sciistici e rifugi attrezzati per i turisti.	
Nel lago di Scanno vengono praticati:	
- equitazione[60] (anche in agriturismi sulla strada per Passo Godi)
- canottaggio
- pesca sportiva[60]
- nuoto
- turismo subacqueo
- ciclismo
- mountain bike[60] (anche in località Passo Godi per la presenza di diversi percorsi per MTB)
- ciclocross e motocross

In sentieri nei dintorni si pratica:	
- escursionismo,
- escursioni montane,
- alpinismo e scialpinismo.